# Blumenau
Blumenau – miasto w południowej Brazylii w stanie Santa Catarina.
W 2006 liczyło około 300 000 ludzi i zajmowało obszar 510 km².
Samo miasto posiada wiele historycznych i kulturalnych pamiątek z jego przeszłości, takich jak domy i inne budynki zbudowane w niemieckim stylu.
Blumenau zostało założone w 1850 przez dr Otto Hermana Blumenaua, wraz z 17 niemieckimi imigrantami. Kilka lat później, znany niemiecki biolog Fritz Müller również przeniósł się do tego miasta.
Blumenau posiada wysoki standard życia, ze wskaźnikiem rozwoju społecznego 0,856 w 2004. Przestępczość jest na bardzo niskim poziomie, a poziom analfabetyzmu wynosi zaledwie 2,85%.
- Liczba mieszkańców:
  - 1860: 947
  - 1880: 15 000 mieszkańców
  - 1990: 230 000 mieszkańców
  - 2004: 280 000 mieszkańców
  - 2006: 300 000 mieszkańców

## Położenie
Blumenau leży w dolinie przez którą przepływa rzeka Itajaí-Açu. Z tego powodu jest zagrożone powodziami. Pierwsza zarejestrowana powódź w Blumenau miała miejsce w 1880. Najbardziej tragiczna w skutkach miała miejsce w latach 1983 i 1984, gdy niższe tereny miasta znalazły się pod wodą.
Dzisiejsze Blumenau jest dobrze przygotowywane do tego typu sytuacji, jakkolwiek od tego czasu mieszkańcy zaczęli preferować osiedlanie się w wyżej położonych obszarach miasta.

## Gospodarka
Gospodarka miasta jest oparta na turystyce, handlu i przemyśle tekstylnym, gdyż miasto jest głównym włókienniczym centrum Brazylii. Blumenau jest także ważny ośrodkiem informatycznym i poligraficznym. Niedawno rozwinął się również przemysł piwowarski z wiodącą marką Eisenbahn.
Handel jest również ważny w gospodarce miasta. Główna ulica handlowa to Rua XV de Novembro. Blumenau ma również wiele centrów handlowych, z największym Neumarkt, z jego charakterystyczną wieżą.
Największa liczba turystów przyjeżdża do miasta w czasie tutejszego festiwalu Oktoberfest, o wybitnie bawarskim charakterze. 2005 zostało sprzedanych 365 288 biletów oraz wypito 266 811 litrów piwa. Rekordowy był rok 1992, w którym sprzedano ponad 1 milion biletów. Oktoberfest zainicjowano po wielkiej powodzi 1984, aby uhonorować bohaterską walkę mieszkańców oraz ożywić miasto.

## Miasta partnerskie
- São Borja, Brazylia
- Campinas, Brazylia
- Petrópolis, Brazylia
- Bariloche, Argentyna
- Osorno, Chile